# 小樽資産家女性殺害事件
小樽資産家女性殺害事件（おたるしさんかじょせいさつがいじけん）とは、2011年（平成23年）7月に北海道小樽市の不動産を所有する資産家の女性（当時81歳）が殺害された事件。

## 概要
2011年（平成23年）7月5日に親族が連絡が取れなくなったため、小樽署員らと一緒に北海道小樽市富岡1丁目の10階建てマンションの3階の一室にある1人暮らしの資産家女性宅を訪れたところ、血を流して倒れている資産家女性の姿が発見されて事件が発覚した。死後数日が経過していて首や胸など数10カ所を刃物で刺されていた。7月1日から2日にかけて殺害されたと見られ、小樽署は殺人事件として捜査を開始。部屋が荒らされた形跡がないことから顔見知りとトラブルになった可能性が高いとして交友関係を中心に捜査して、資産家女性と不動産の取引があり、1500万円の借金を背負って資金繰りに苦しんでいた会社社長の女性（当時62歳）が9月17日に殺人容疑で逮捕された。携帯電話の通話記録や返済期限の延期を求めるメモなども証拠とされた。しかし、女性社長は一貫して殺害を否認し、（私選弁護人北潟谷仁のアドバイスを忠実に守り）黙秘権を行使して10月7日に起訴できるだけの証拠がそろっていないとして、処分保留で釈放された。殺人容疑で逮捕された女性社長が責任能力とは無関係に釈放されるのは極めて異例とされ、大きく報道された。また逮捕後の捜査で、不適切な行為が行われたことも報道され、批判を呼んだ。